# کیکونی
کیکونی (به لاتین: Kikuni) یک منطقهٔ مسکونی در روسیه است که در داغستان واقع شده‌است.